# Nikolaus von Below (Politiker)
Andreas Nikolaus Georg von Below, auch Andreas Nicolai Georg von Below (* 29. Septemberjul. / 11. Oktober 1837greg. in Brest-Litowsk, Russisch-Polen; † 22. Oktober 1919 in Gohren, Provinz Pommern) war ein deutscher Politiker. Er gehörte dem Preußischen Abgeordnetenhaus, dem Deutschen Reichstag und ab 1895 dem Preußischen Herrenhaus an.

## Familie
Er entstammte dem alten mecklenburg-pommerschen Adelsgeschlecht von Below und war der Sohn des kaiserlich russischen Generalmajors und Gutsbesitzers Karl Friedrich von Below (1794–1867), Wirklicher Staatsrat und Vizegouverneur von Estland, und der Wilhelmine Freiin von Stackelberg (1800–1882).
Below heiratete in erster Ehe am 20. September 1862 in Hemmingen (Württemberg) Sophie Freiin Varnbüler von und zu Hemmingen (* 6. März 1844 in Hemmingen; † 30. August 1876 ebenda), die Tochter des königlich württembergischen Staatsministers Karl Freiherr Varnbüler von und zu Hemmingen (1809–1889) und der Henriette Freiin von Süßkind.
In zweiter Ehe heiratete er am 26. Januar 1880 in Wiesbaden die Gutsbesitzerin Wilhelmine Schmidt (* 22. August 1846 in Magdeburg; † 23. Juni 1901 auf Gut Kusserow, Kreis Schlawe), Herrin auf Gut Kusserow.

## Leben
Below besuchte die Ritter- und Domschule zu Reval im russischen Gouvernement Estland. Bei Ausbruch des Krimkrieges wurde er 1854 Soldat und 1856 zum Leutnant im Kaiserlich Russischen Garde Dragoner Regiment ernannt.
1857 wechselte er als Leutnant in preußische Dienste. Im preußischen Garde-Husaren-Regiment nahm er am Deutschen Krieg 1866 und am Frankreichfeldzug 1871 teil. Dazwischen studierte er 1862 bis 1863 in Bonn ohne Abschluss. Danach war Below Fideikommissherr auf Saleske und Gutsherr auf Gohren, königlich preußischer Major und Ehrenritter des Johanniterordens.
Im Wahlkreis Köslin 1 (Stolp-Lauenburg-Bütow) wurde Below 1874 in das Preußische Abgeordnetenhaus gewählt, dem er zunächst bis 1875 angehörte. Von 1886 bis 1892 war erneut Mitglied des Preußischen Abgeordnetenhauses. Der Wahlkreis Köslin 2 (Bütow-Rummelsburg-Schlawe) entsandte Below 1871 bis 1874 und der Wahlkreis Regierungsbezirk Köslin 1 (Stolp-Lauenburg) 1878 bis 1881 in den Reichstag. Er schloss sich dort der Fraktion der Konservativen an. 1895 wurde er vom König „aus allerhöchstem Vertrauen“ zum Mitglied des Preußischen Herrenhauses auf Lebenszeit ernannt.
Um Pommern hat sich Nikolaus von Below besonders verdient gemacht. Er war viele Jahre Präsident der Pommerschen Ökonomischen Gesellschaft. Darüber hinaus war er langjähriges Mitglied des Deutschen Landwirtschaftsrates und des preußischen Landesökonomiekollegiums.